# 코멧 커서
코멧 커서(Comet Cursor)는 코멧 시스템즈가 제조한 소프트웨어 프로그램이다. 마이크로소프트 윈도우 운영 체제 사용자들이 마우스 사용자의 모양을 바꾸고 웹사이트에서 방문자들을 위해 맞춤식 커서를 사용할 수 있도록 허용하였다. 이 제품은 웹사이트 디자인을 강화하고 광고주들이 자신들의 캠페인을 위해 맞춤식 커서를 사용할 수 있게 하기 위해 도입되었다. 광고로 코메 커서를 사용하는 캠페인에는 AT&T 코퍼레이션, 에너자이저, 프록터 앤드 갬블이 포함되었다.

## 역사
1990년대 말 이메일 응용 소프트웨어는 매우 대중화되고 논란의 대상이 되었다. 워너 브라더스, 코미디 센트럴, 코믹 스트립 딜버트, 스타 트렉의 웹사이트를 포함, 350,000개 이상의 웹사이트들이 방문자를 위해 커서 그림을 변경하는 기업 기술을 사용하였다. 더 작은 수많은 사이트들은 이 기업의 라이브 커서(LiveCusors), 나중에 코멧존(CometZone) 프로그램을 사용했다. 코멧 커서는 뉴스위크, 뉴욕 타임스, USA 투데이의 기사를 장식했으며 애드위크의 2000년 한 해 최고의 마케팅 기술 부문에서 수상했다.

## 비판
코멧 커서의 다운로드 수가 10,000,000건을 돌파할 즈음 회사는 논란에 휩싸였다. 각 컴퓨터에 고유한 ID와 포닝 홈(phoning home)을 할당함과 동시에 1999년 11월 이 기업은 여러 버전의 리얼네트웍스 리얼플레이어 멀티미디어 소프트웨어와 함께 패키지의 일부로 자사의 소프트웨어를 배포하기 시작했다. 같은 달, 리얼플레이어는 리얼플레이어와 나란이 설치된 소프트웨어와 관련하여 정보를 수집함으로써 개인정보 정책 및 사용자의 개인정보를 위반했다는 이유로 고소를 당했다. 이 고소는 온라인 프라이버시 문제가 뉴스 앞면을 장식했고 이 기사가 널리 알려지던 시기에 발생하였다. 그 달이 지나 코멧 커서가 코멧 시스템즈의 서버의 백채널을 통해 통신하는 데 대한 고소에 대해 AP 통신사, USA 투데이가 동시에 다루었다. 특히 AP 기사는 코멧 시스템즈가 온라인 상의 사용자의 움직임을 추적했다고 주장하였다. 코멧 시스템즈는 이 주장을 반박했다. 부정적인 관심의 결과로 수많은 웹사이트들은 (USA 투데이 기사에 기술된대로) 코멧 커서 기술을 제거했다.
회사가 스스로를 방어하려는 시도에도 불구하고 수많은 사람들은 코멧 커서가 스파이웨어였다고 결론을 내렸다. 이러한 인상은 제품의 대중화에 의해 강제되었다.(궁극적으로 200,000,000회 이상 다운로드, 설치되었다) 이러한 비판은 의도하지 않은 설치로 이어지는 설치 방식에 초점을 두었다. 마이크로소프트의 인터넷 익스플로러 브라우저 소프트웨어는 코멧 커서와 같은 액티브X 컨트롤을 사용하였으며 사용자에 의해 한 번 클릭으로 설치되었다.(브라우저의 보안이 "낮음"으로 설정되었을 경우 클릭하지 않고 설치됨)